# Róbert Ruffíni
Róbert Ruffíni (* 26. ledna 1967, Lučenec) je bývalý československý atlet slovenské národnosti, který se specializoval na skok do výšky.

## Kariéra
V roce 1985 získal stříbrnou medaili na juniorském mistrovství Evropy. O rok později skončil pátý na MS juniorů v atletice v Athénách, kde suverénně zvítězil držitel světových rekordů v hale i venku Javier Sotomayor. Mezi jeho nejúspěšnější sezónu patřil rok 1988. To dokázal vybojovat páté místo na halovém ME v Budapešti a reprezentoval na Letních olympijských hrách v Soulu, kde skončil ve finále na předposledním patnáctém místě. Rovněž si vylepšil osobní rekordy.
Róbert Ruffíni je čtyřnásobný mistr Československa na dráze z let 1987 (230 cm), 1988 (226 cm), 1989 (225 cm) a 1991 (215 cm) a trojnásobný halový mistr z roků 1987 (221 cm), 1989 (224 cm) a 1990 (227 cm). Po rozdělení Československa se stal dvojnásobným slovenským mistrem na dráze v roce 1993 a 1995, v obou případech za 228 cm. Jedná se o držitele slovenských rekordů.
Jeho osobním rekordem pod otevřeným nebem je 234 cm, laťku v této výšce překonal 3. července 1988 v Praze. V hale je jeho maximem 232 cm, tento výkon předvedl 26. února 1988 v Berlíně. Třikrát se stal vítězem halového mítinku Novinářská laťka (1988, 1990 a 1995).

### Úspěchy
| Rok  | Závod                             | Místo              | Umístění    | Výkon  |
| ---- | --------------------------------- | ------------------ | ----------- | ------ |
| 1985 | Mistrovství Evropy juniorů        | Chotěbuz, Německo  | 2.          | 2,24 m |
| 1986 | Mistrovství světa juniorů         | Sydney, Austrálie  | 5.          | 2,16 m |
| 1987 | Halové ME v atletice 1987         | Liévin, Francie    | 12.         | 2,15 m |
| 1987 | Mistrovství světa v atletice 1987 | Řím, Itálie        | kvalifikace | 2,21 m |
| 1988 | Halové ME v atletice 1988         | Budapešť, Maďarsko | 5.          | 2,27 m |
| 1988 | Letní olympijské hry 1988         | Soul, Jižní Korea  | 15.         | 2,20 m |
| 1989 | Halové MS v atletice 1989         | Budapešť, Maďarsko | 8.          | 2,28 m |
| 1990 | Halové ME v atletice 1990         | Glasgow, Skotsko   | 10.         | 2,24 m |
| 1991 | Mistrovství světa v atletice 1991 | Tokio, Japonsko    | kvalifikace | 2,24 m |
| 1993 | Mistrovství světa v atletice 1993 | Stuttgart, Německo | 11. =       | 2,25 m |
| 1995 | Mistrovství světa v atletice 1995 | Göteborg, Švédsko  | kvalifikace | 2,10 m |